# Diane Setterfield
Diane Setterfield, née le 22 août 1964 près de Reading, est une romancière britannique.

## Biographie
Diane Setterfield est devenue célèbre grâce à la publication de The Thirteenth Tale (Le Treizième conte), promu New York Times #1 bestseller. L'ouvrage est écrit à la manière gothique, et n'est pas sans rappeler Jane Eyre.
Diane Setterfield est une universitaire anglaise, passionnée de littérature française des XIXe et XXe siècles. Née dans un petit village du Berkshire, près de Reading, elle vit aujourd’hui à Harrogate dans le Yorkshire. Elle enseigne le français pour financer ses études : dans des usines de Bristol, chez Rolls-Royce, à Rhône-Poulenc, dans un collège de garçons et en France. Parallèlement, elle consacre sa thèse aux travaux d’André Gide.
Lasse du monde universitaire, elle suit une formation en « Écriture », au cours de laquelle Jim Grace remarque ses talents. En 1998, elle épouse Peter Whittal, consultant financier, et peut se libérer de ses obligations universitaires.
Elle commence à écrire Le Treizième Conte cinq ans avant sa parution. Elle prend tout d’abord des notes, qu’elle abandonnera un temps. Plus tard, elle rédige un premier jet, qu’elle améliorera par la suite. Ce premier roman reflète sa nostalgie et son envie d’un retour aux classiques de la littérature britannique.
Elle envoie son manuscrit à Vivien Green, son agent actuel. Il le lit le jour même et décide de l’envoyer à une douzaine d’éditeurs. La première offre tombe dès le lendemain : en effet, si Le Treizième Conte constitue son premier roman, Diane Setterfield et son écriture présentent toutes les qualités d’un écrivain confirmé.

## Œuvres
- The thirteenth Tale, 2006[2]

traduit en français sous le titre Le Treizième Conte par Claude et Jean Demanuelli, Paris, Éditions Plon, coll. « Feux croisés », 2006, 394 p.  (ISBN 978-2-259-20544-3)
- Bellman & Black, 2006[3]

traduit en français sous le titre L’Homme au manteau noir par Carine Chichereau, Paris, Éditions Plon, coll. « Feux croisés », 2015, 362 p.  (ISBN 978-2-259-22023-1)
- Once Upon a River, 2018

traduit en français sous le titre Il était un fleuve par Carine Chichereau, Paris, Éditions Plon, coll. « Feux croisés », 2019, 480 p.  (ISBN 978-2259220446)

## Sources
- Stover, Kaite. The Thirteenth Tale. Booklist, 1er septembre 2006, no 103.
- UK teacher awarded GBP800,000 for debut novel in deal with Orion. M2 Best Books. 28 décembre 2005.
- Herbert, Ian. Teacher secures £1.3m advance for her debut novel. The Independent, 24 décembre 2005.
- Perrier, Jean-Claude. Enchanteresse. Livre hebdo. 12 janvier 2007, no 672, p. 48.